# Burlacul
Burlacul este un reality show produs și difuzat de postul de televiziune Antena 1 în care un burlac din lumea mondenă a României este curtat de 25 de fete, care aspiră la inima lui.

## Istoric
Primul sezon al serialului a debutat pe 8 iulie 2010, acesta avându-l în postura de burlac pe Cătălin Botezatu. Al doilea sezon al serialului a debutat pe 5 mai 2011, acesta avându-l în postura de burlac pe miliardarul Edward Popescu Strohlen. Al doilea sezon a fost o premieră în istoria globală a serialului, pentru că Edward Popescu Strohlen a fost cel de-al doilea burlac care a cerut-o în căsătorie pe participanta câștigătoare. Cel de-al treilea sezon a adus de asemenea o premieră în istoria emisiunii, burlacul desemnat inițial, actorul Vladimir Drăghia, fiind eliminat de către concurente și înlocuit de un alt burlac, un tânăr om de afaceri, Sergiu Barboni.
Sezonul al patrulea l-a avut în postura de burlac pe manechinul Bogdan Vlădău. După emisiune, s-a descoperit că de fapt Vlădău avea o iubită oficială și a mințit că era singur,, astfel că Antena 1 l-a dat în judecată.
În sezonul cinci, burlacul a devenit manechinul Andrei Andrei care în cele din urmă nu a ales niciuna dintre cele două finaliste.
Cel de-al șaselea sezon Burlacul a debutat pe 5 martie 2021, l-a avut în postura de burlac pe Andi Constantin, fost concurent la Insula iubirii și a fost prezentat de Răzvan Fodor.

## Sezoane
| Sezon | Premiera         | Burlac                            | Căștigătoare     | Locul 2                                    | Cerere în căsătorie | Celelalte participante în ordinea eliminării |
| ----- | ---------------- | --------------------------------- | ---------------- | ------------------------------------------ | ------------------- | --- |
| 1     | 8 iulie 2010     | Cătălin Botezatu                  | Violeta Babliuc  | Mihaela Stanciu                            | Nu                  | Adriana Tătaru, Nina Cheța, Cristina Simion, Ioana Dumitru, Anca Alesuțan, Cristiana Szabo, Justiana Mâță, Simona Tudor, Alina Golea, Mihaela Craiu, Alina Csiki, Andrada Ersek, Carla Șuteu, Cristina Mantu, Alina Mihăilă, Alexandra Epure, Corina Costache, Melania Potlog, Roxana Robotin, Roxana Codreanu. |
| 2     | 28 aprilie 2011  | Eduard Popescu Strohlen           | Ana Maria Savu   | Anca Fiicanu și Cezara Darie               | Da                  | Ramona Neagu, Mihaela Măticiuc, Ioana Dumitru, Violeta Gheorghiță, Emanuela Tudora, Diana Dumitrecu, Andreea Buga, Daciana Magdaș, Anca Lăcătuș, Cătălina Ene, Maria Chihaia, Andra Pantazi, Luminița „Mișu” Ene, Loredana Șerban, Adelina Mihăilescu, Magdalena Vlad, Ramona Peșteleu, Raluca Racoviță.        |
| 3     | 1 martie 2012    | (Vladimir Drăghia) Sergiu Barboni | Adelina Boe      | Alexandra „Sasha” Cristea și Irina Drăghia | Nu                  | Diana Roman, Roxana Rusu, Cristina Soare, Isabela Staic, Alexandra Centea, Andra Ceana, Daniela Belbea, Iulia Rebegea, Alexandra Popa, Elena Bulga, Raluca Iacov, Cristina Kudor Bandi, Cristina Retzler, Andra Nicolin, Andreea Zarian, Georgiana Ștefan, Alexandra Pîrîianu.                                  |
| 4     | 4 iulie 2013     | Bogdan Vlădău                     | Daciana Ciochina | Andreea Motoi                              | Nu                  | Adriana Chiliban, Alina Culita, Andra Nica, Corina Costache, Florina Ioniță, Iuliana Zorobot, Manuela Gaiță, Marina Gheonea, Raluca Simion, Ramona Chiticaru, Elena Dobrin, Alexa Brindiliu, Gillian Gheorghiu, Petruța Gagiu, Lorena Partale, Dorina Bojescu, Paula Minginer, Alexandra Nicolaescu.            |
| 5     | 15 ianuarie 2015 | Andrei Andrei                     | —                | —                                          | Nu                  | Alice Marica, Andra Pui, Andreea Scradeanu, Ayda Kirat, Daiana Georgescu, Monica Palivan, Monica Rusu, Roxana Bejan, Carmen Vodă, Iulia Cismaru |
| 6     | 5 martie 2021    | Andi Constantin                   | Ana Bene         | Simona Bălăceanu                           | Nu                  | Mădălina Alexe, Angela Antocel, Oana Barbu, Simona Bălăceanu, Ana Bene, Bianca Bonef, Georgeta Catrina, Iulia Cazacu, Cristina Jașcu, Alexandra Mucea, Dominique Nuță, Roxana Răpăilă, Andreea Stoica, Vanessa Țone, Malinka Zina, Melissa, Kubra Alexandra                                                     |